# Stanisław Niemczynowski
Stanisław Niemczynowski (1839 Lvov – 1924), byl rakouský podnikatel a politik polské národnosti z Haliče, na konci 19. století poslanec Říšské rady.

## Biografie
Profesí byl krejčovským mistrem. Účastnil se jako kapitán polského lednového povstání roku 1863. Bojoval v cca 30 bitvách. V říjnu 1863 se vrátil do Lvova. Byl veřejně aktivní. Zasedal v obecní radě ve Lvově. Podílel se na založení průmyslového muzea ve Lvově. Předsedal řemeslnickému spolku.
Byl i poslancem Říšské rady (celostátního parlamentu Předlitavska), kam usedl v doplňovacích volbách roku 1887 za kurii obchodních a živnostenských komor v Haliči, obvod Lvov, poté co rezignoval Edmund Mochnacki. Ve volebním období 1885–1891 se uvádí jako Stanislaus Niemczynowski, krejčí, bytem Lvov.
Na Říšské radě v roce 1890 je uváděn coby člen Polského klubu.